# Ocre
Pour les articles homonymes, voir Ocre (homonymie).

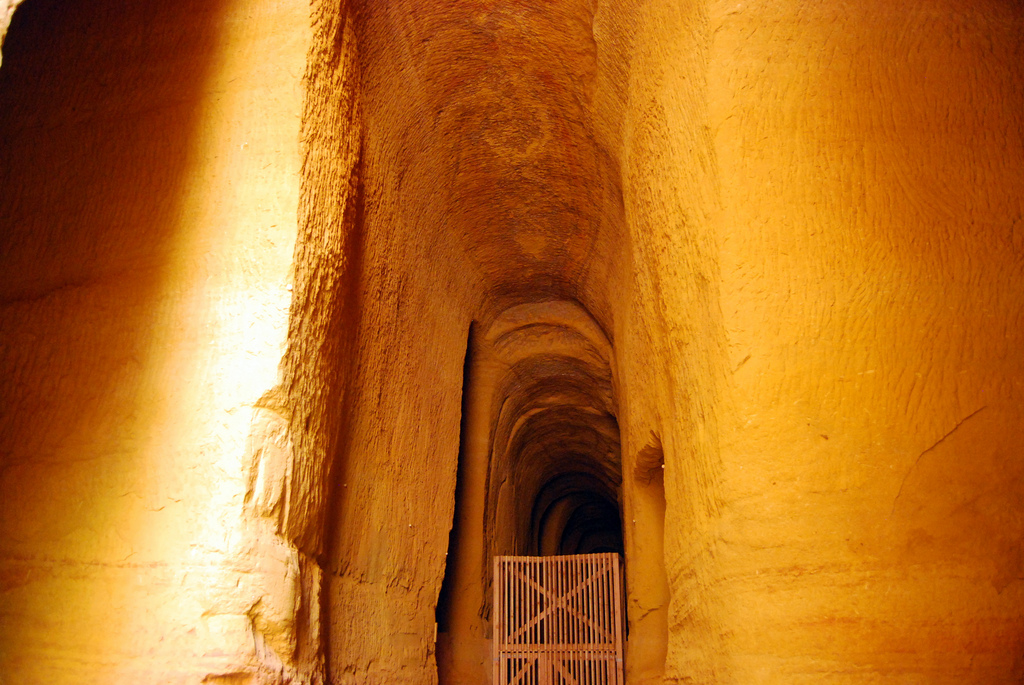
Galerie d'une ancienne mine d'ocre, à Gargas (Vaucluse).

L’ocre est une roche ferrique composée d'argile colorée par un hydroxyde de fer : l’hématite pour l'ocre rouge, la limonite pour la brune et goethite pour la jaune. Les ocres se trouvent dans le sol sous forme de sables ocreux composés à plus de 80 % de quartz.
L'ocre est utilisée comme pigment naturel depuis la Préhistoire, comme à la grotte de Lascaux. Elle est toujours appréciée pour sa non-toxicité et sa grande longévité en décoration, beaux-arts et maçonnerie. 
La Société des Ocres de France, créée en 1901, est aujourd'hui la dernière entreprise qui exploite et transforme le sable ocreux de  sa carrière, à Gargas (Vaucluse) — dernière en activité en Europe — en ocre pure, dans son usine d'Apt.

## Origine géologique de l’ocre

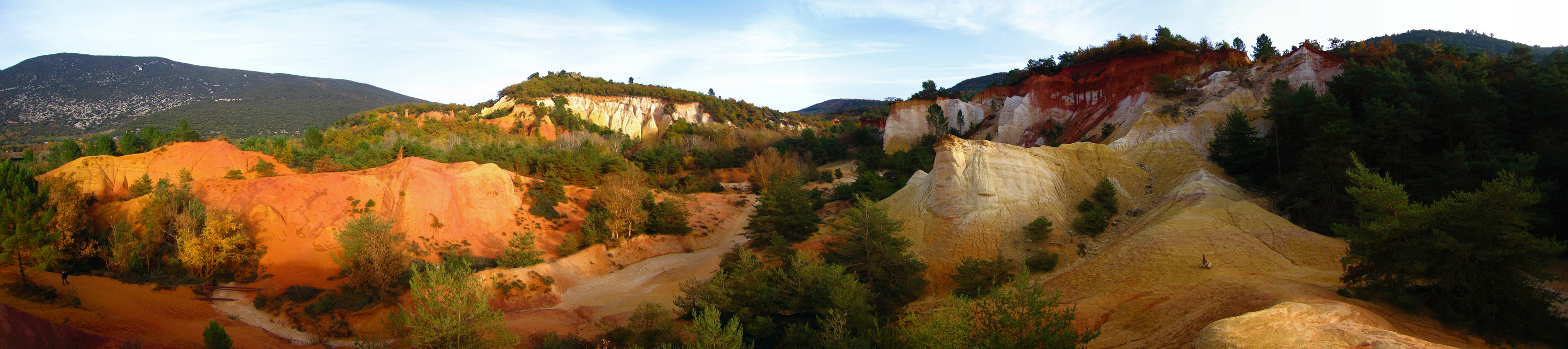
Panorama du « Colorado provençal », à Rustrel (Vaucluse).

Au cours du Crétacé, il y a 110 millions d'années, à la période de l'Albien, des sables et grès verts marins se déposent au-dessus des marnes grises de l'Aptien sur 30 mètres d’épaisseur. 
Des débris organiques (coquilles de lamellibranches, d’oursins et de foraminifères) se mêlent à ces grains de quartz et paillettes de micas s’accumulant au fond d’une mer épicontinentale peu profonde. Ces sédiments sableux se déposent d'abord en milieu marin proche des côtes, dans un environnement prodeltaïque. Ces sables vont être à l'origine de l'ocre, grâce à une variété d’argile verte d'origine exclusivement marine, la glauconie qui contient dans son réseau cristallin des atomes de fer. À la faveur de mouvements tectoniques ces dépôts sédimentaires marins ont émergé. Sur le nouveau continent régnait, au Crétacé, un climat tropical, qui a provoqué d’intenses altérations latéritiques, dissolvant entre autres la glauconie et libérant les atomes de fer. Les ocres sont alors apparues grâce à la cristallisation d'un hydroxyde de fer, la goethite. L'altération a en même temps donné naissance à un silicate d’alumine, une nouvelle argile appelée kaolinite.

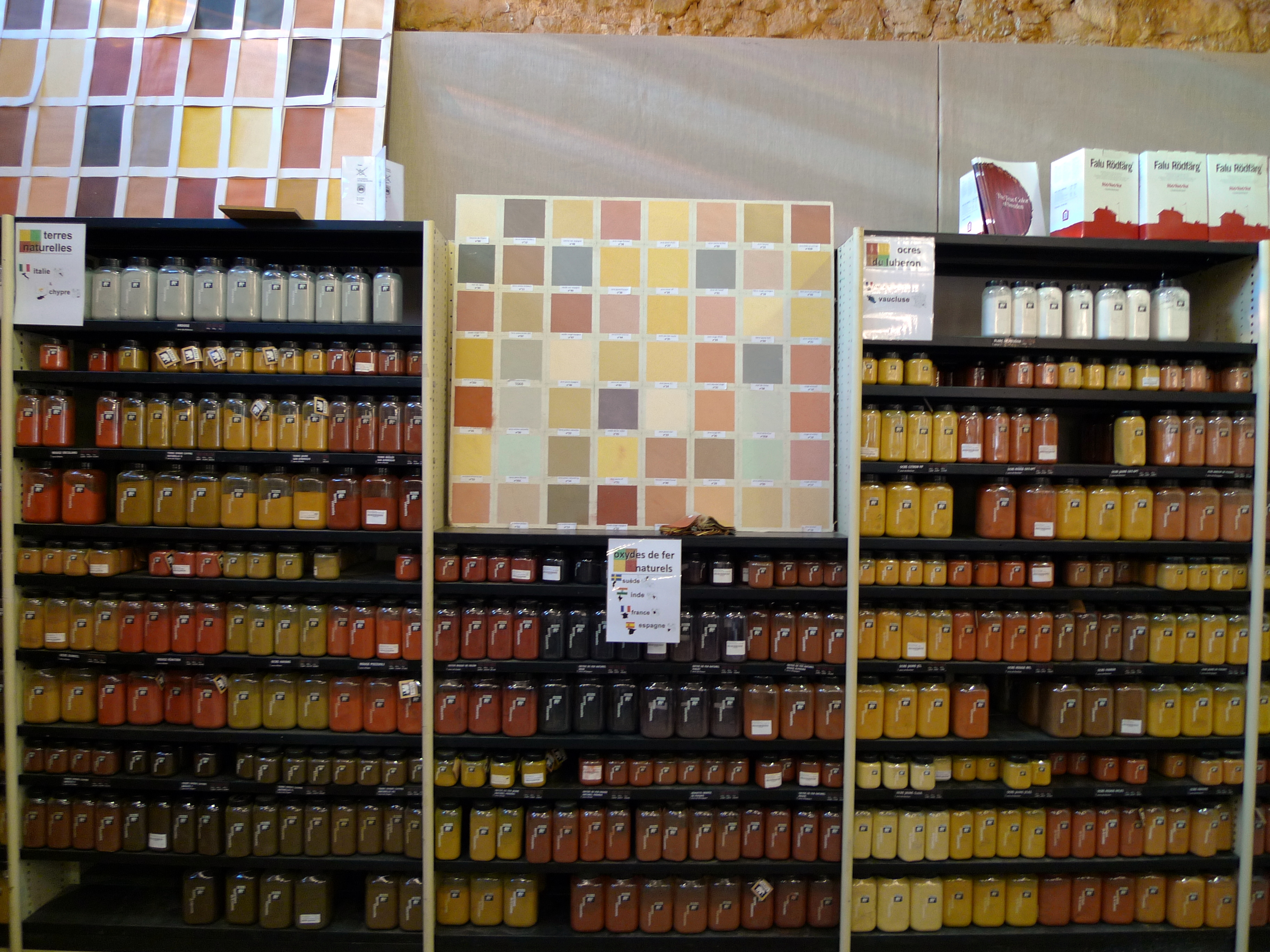
Échantillonnage des différentes couleurs d'ocres.

Depuis leur dépôt et leur exposition aux conditions atmosphériques, les strates d'ocre ont subi, par processus d'altération de type latéritique, une forte oxydation ayant conduit à la formation d'oxy-hydroxydes et d'oxydes de fer, respectivement appelés goethite (FeOOH) et hématite (Fe2O3), dont les proportions relatives font varier les nuances de couleurs que ces pigments confèrent aux sables ocreux. Il s'y mêle des sables blancs où domine la kaolinite (Al4Si4O10(OH)8). 
La présence de manganèse, d'aluminium et de silicates sont à l'origine d'autres nuances de couleurs et des 24 teintes officiellement recensées, qui vont du gris au vert, en passant par le jaune et le rouge. Ces dépôts marins sont surmontés par des dépôts plus grossiers d'origine continentale, dépourvus initialement de glauconie et donc particulièrement blancs, eux-mêmes surmontés encore d'une cuirasse ferrugineuse. C’est ainsi que sont nées les ocres de Vaucluse et de Bourgogne, formations sableuses à grains de quartz cimentées par une argile constituée de cristallites dont la taille est de l’ordre du micromètre : la kaolinite, support argileux essentiel et la goethite, colorée. D'un point de vue chimique, l’ocre est un silicate d’alumine ferrugineux et siliceux.

## Usages

### Préhistoire

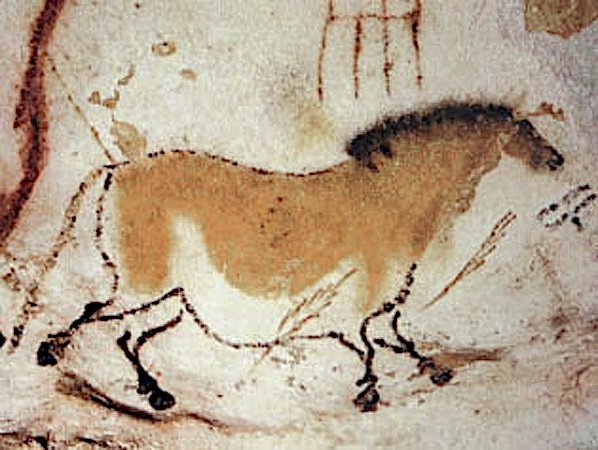
Cheval peint à l'ocre jaune et au bioxyde de manganèse dans la grotte de Lascaux.

L'usage humain le plus ancien de l'ocre connu actuellement remonte à 250 000 ans. Des traces retrouvées sur les sites C et F de Maastricht montrent que l'homme de Néandertal y a utilisé de l'ocre rouge venant d'un site éloigné de 40 km.
Des fragments d’ocres gravés datant de plus de 77 000 ans ont été mis au jour à Blombos, en Afrique australe. Les premières peintures pariétales européennes datent de 32 000 ans avant le présent ; celles de la grotte de Lascaux ont près de 18 000 ans, celles d’Altamira entre 13 500 et 15 500. Ces peintures se sont conservées au cours du temps à l'abri dans de profondes grottes. 
Certaines statuettes féminines appelées « Vénus paléolithiques » présentent des dépôts de peinture. C'est le cas de la « Vénus impudique » de Laugerie-Basse en Dordogne ou de la Vénus de Laussel. D’autres présentent des gravures pouvant être interprétées comme des peintures corporelles : ponctuations sur la poitrine et le ventre, dessins de colliers ou de bracelets aux pieds ou aux chevilles…
L'ocre a pu servir de mastic de jointement, pour la lutte contre les insectes, contre les coups de soleil, pour tanner les peaux et en médecine. Elle est également présente dans certaines sépultures préhistoriques.

### Usage pictural

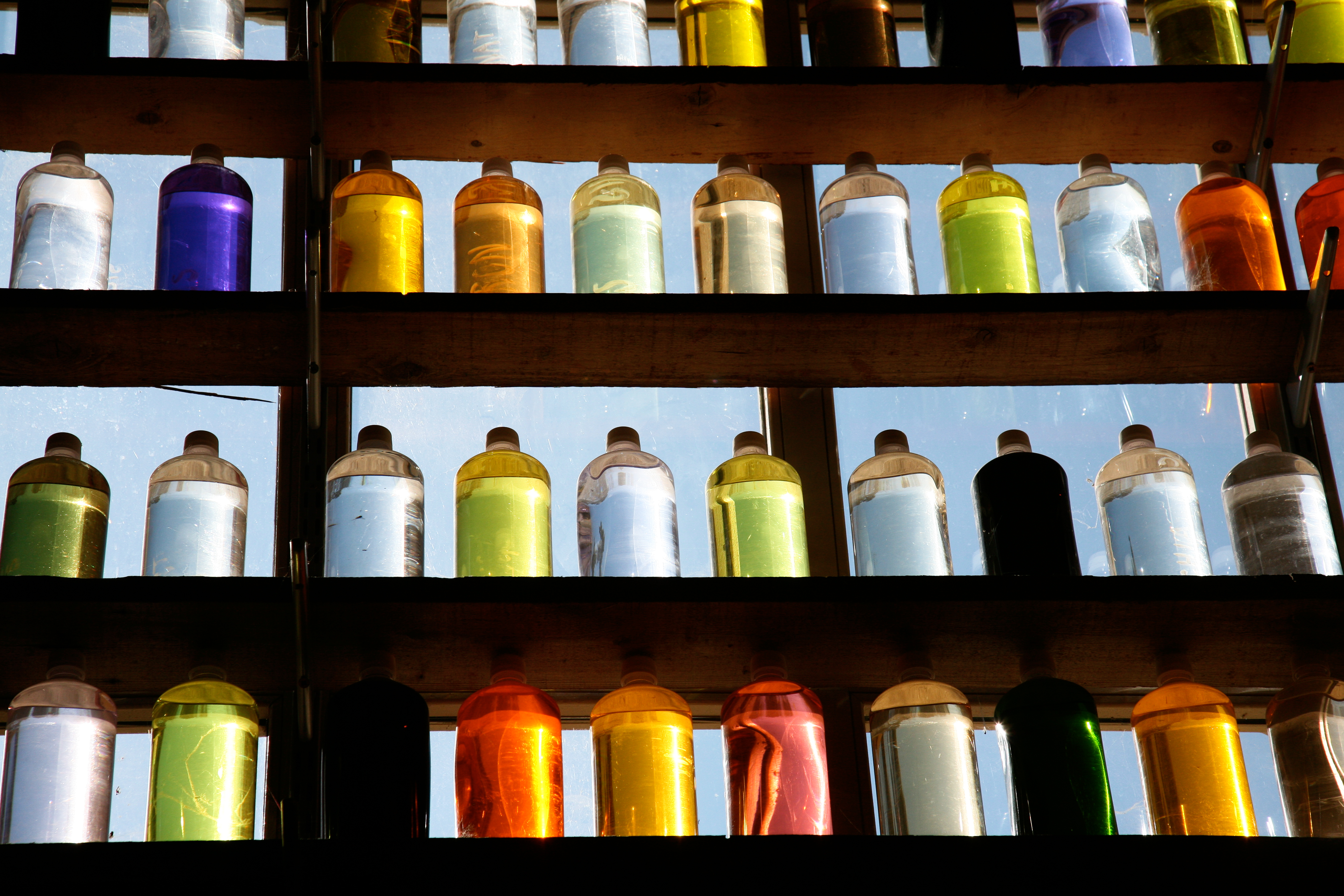
Gammes de couleurs au Conservatoire des ocres de Roussillon.

Les ocres jaunes (PY43 dans le Colour Index) et rouges (PR102) sont des pigments importants de la palette des artistes de toutes les époques. Grâce à leur coût modique, elles sont les rares pigments naturels encore présents dans les nuanciers de peintures, même si les fabricants tendent à les remplacer par des oxydes de fer synthétiques (PY42 ou PR101), plus réguliers et couvrants.    
Le chauffage des pigments permet de varier les nuances. Une calcination à 700 °C transforme une ocre jaune en ocre rouge. 
Comme le vin, les ocres possèdent leurs crus : les ocres jaunes peuvent être verdâtres ou orangées et donner des ocres rouges plus ou moins brunes et chaudes. Les qualités les plus claires sont aussi les plus transparentes. 
La non-toxicité des ocres autorise leur emploi dans toutes sortes de techniques (huile, aquarelle, acrylique, pastel, tempera, fresque). Elles sont compatibles avec tous les liants (graisses animales, huiles végétales, eau…) et les autres pigments.

### Usages utilitaires

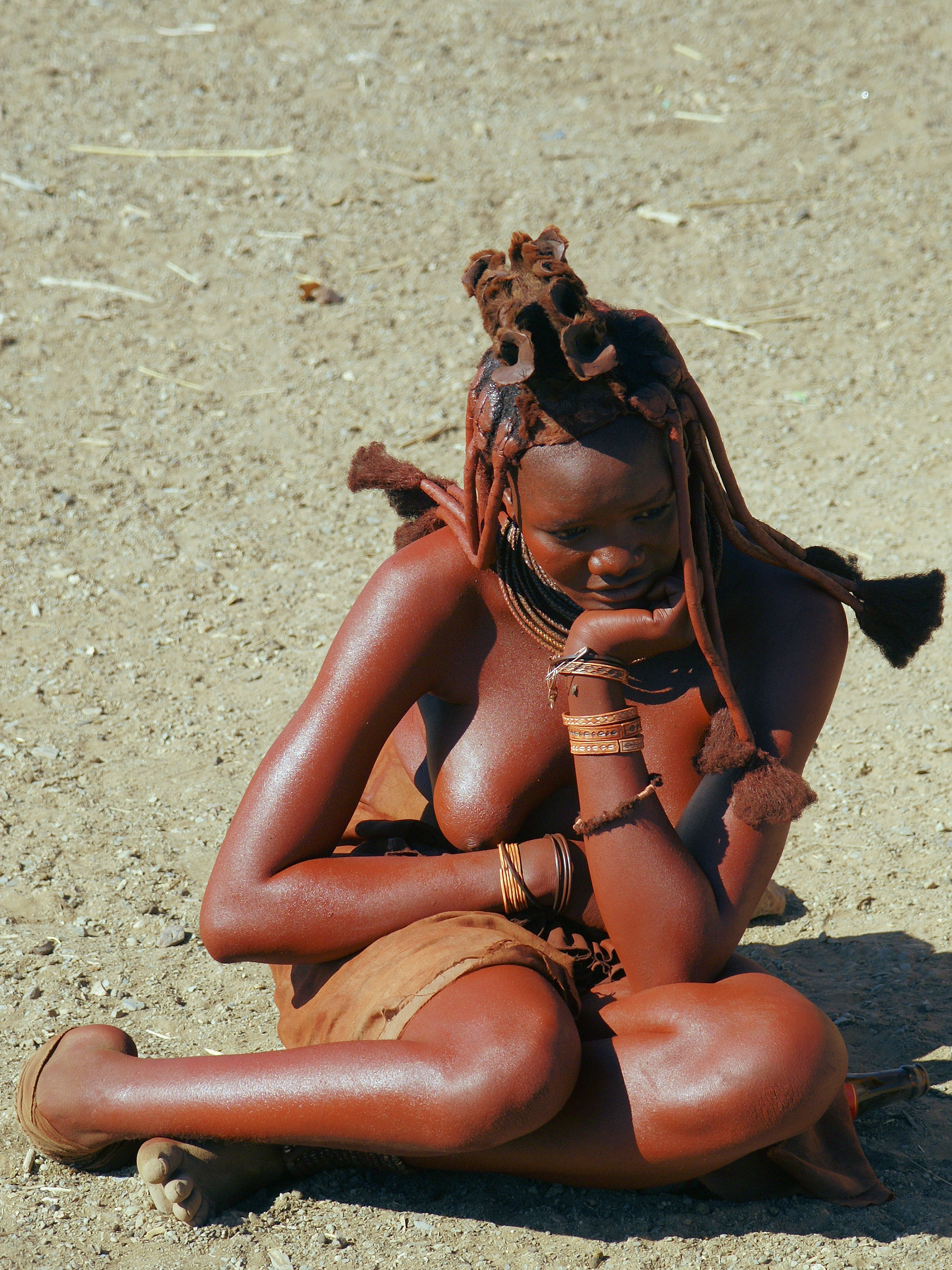
Femme himba au corps enduit d'ocre en Namibie.

L'ocre peut aussi jouer un rôle fonctionnel ou prophylactique : certains groupes ethniques africains, notamment les Himbas, utilisent l'ocre rouge pour s'enduire le corps et se protéger de l'ardeur du soleil, de la sécheresse de l'air et des insectes. L’ocre a été utilisée en médecine, notamment en Égypte, pour ses propriétés apaisantes et cicatrisantes.
Elle a très longtemps été utilisée pour la conservation des peaux entre l’abattage et le tannage. Les embaumeurs égyptiens coloraient le corps des hommes avec de l’ocre rouge et celui des femmes avec de l’ocre jaune pour lutter contre le noircissement de la peau provoqué par le traitement.
L'ocre a également servi comme substance imperméabilisante, comme abrasif pour le polissage fin, et surtout comme agent colorant dans des domaines variés : alimentation, filtre de cigarettes, caoutchouc (les rondelles de bocaux sont encore traditionnellement rouges même si l'ocre n'est plus utilisée), produits cosmétiques, etc..
L'ocre est une pierre lourde, ce qui en fait un bon indicateur de présence d'or au fond des cours d'eau.

### Symbolisme
Dans certaines cultures, l’ocre se rattache à la « Terre Mère ». Elle est utilisée lors de rituels liés à la mort (retour du corps à la terre) ou à la chasse. En Afrique, les couleurs rouge et ocre sont les couleurs de l’initiation. Chez les Amérindiens, le rouge est la couleur de la maturité et l’ocre celle de l’origine de l’Homme[réf. souhaitée].

## Extraction

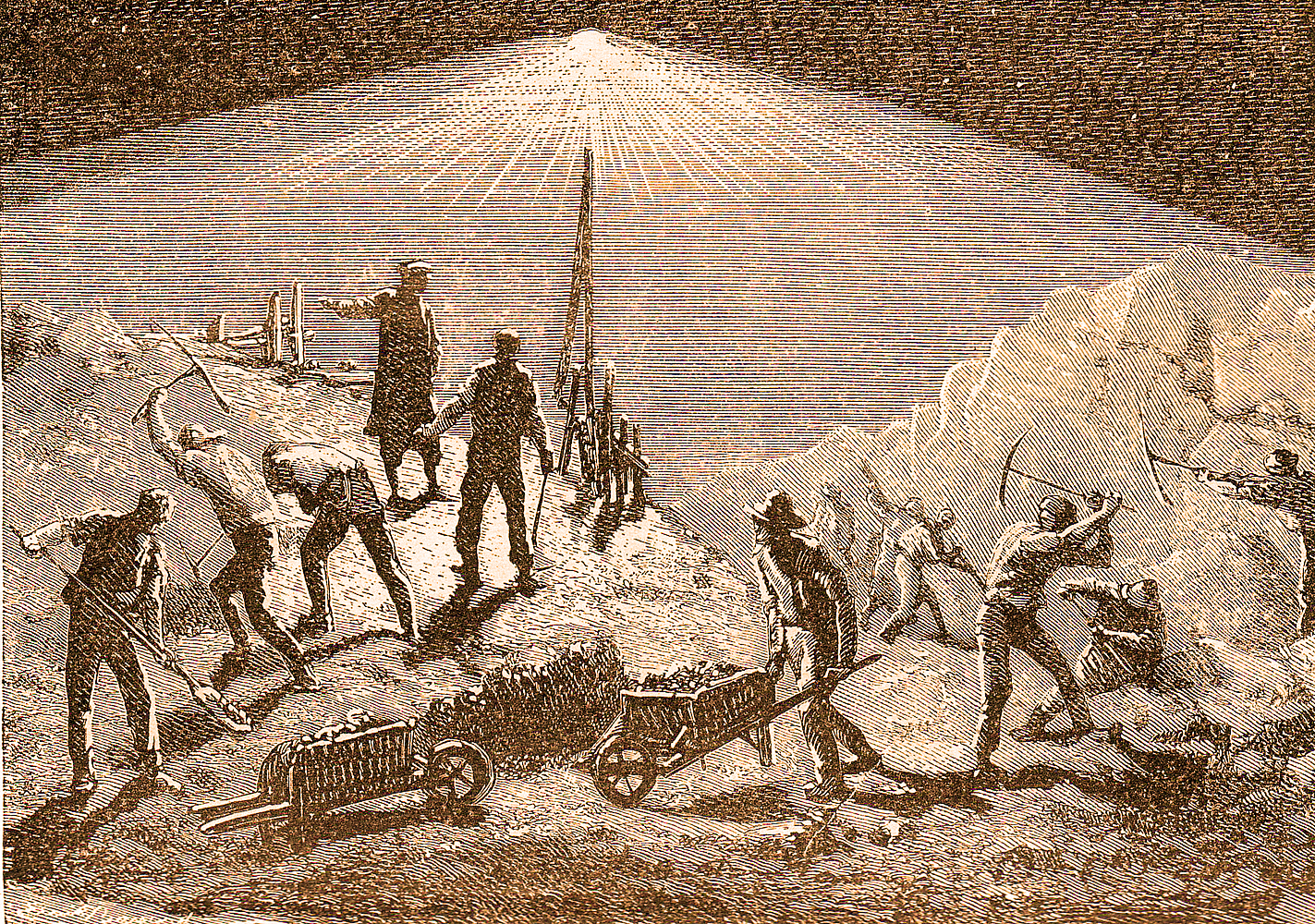
Extraction manuelle des sables ocreux à la lumière de la lampe à arc, fin du XIX.

L'ocre est un matériau naturel présent dans les argiles et le sol sous forme de sédiments, les « sables ocreux ». Son extraction comprend l'excavation du sable ocreux, puis la séparation du sable et de l'ocre, qui diffèrent par la taille des grains et la densité.

### Lieux de production
En France, on trouve de l'ocre en Bourgogne, dans les monts de Vaucluse, le Colorado provençal ou à Roussillon. Les dernières carrières encore en activité sont celles de la Société des Ocres de France dont le siège social est à Apt, située à Gargas, et de la Société Solargil (Comptoir des Ocres) Nièvre, dont le siège est à Moutiers en Puisaye (Yonne), située à Saint-Amand en Puisaye (Bourgogne).

### Procédé actuel
De nos jours, l'ocre, très fine, est séparée des impuretés et du sable majoritaires (80 à 90 %) par propulsion d'un mélange minerai/eau avec une pression de 50 kPa dans un cyclone, le « séparateur épaississeur » ; le sable se dépose et le mélange eau/ocre est envoyé dans les bassins décanteurs. 

### Procédé historique
L'ocre était séparée des impuretés et du sable majoritaires par lévigation, c'est-à-dire lavage à l'eau courante. Un courant d'eau entraîne le minerai ocreux dans des batardeaux ; le sable se dépose par gravitation, l'ocre mêlée à l'eau est entraînée vers des bassins de décantation (200 m3 pour une exploitation industrielle). Le séchage commençait en mai, après que le dépôt ait pris une consistance ferme ; l'ocre était entassée autour des bassins pour sécher au grand air. Cette technique a perduré jusque dans les années 1960, avec un rendement de 200 kg par mètre cube de minerai.

Mémoire de l'industrie ocrière, Conservatoire des ocres et pigments appliqués de Roussillon et musée de l'aventure industrielle d'Apt
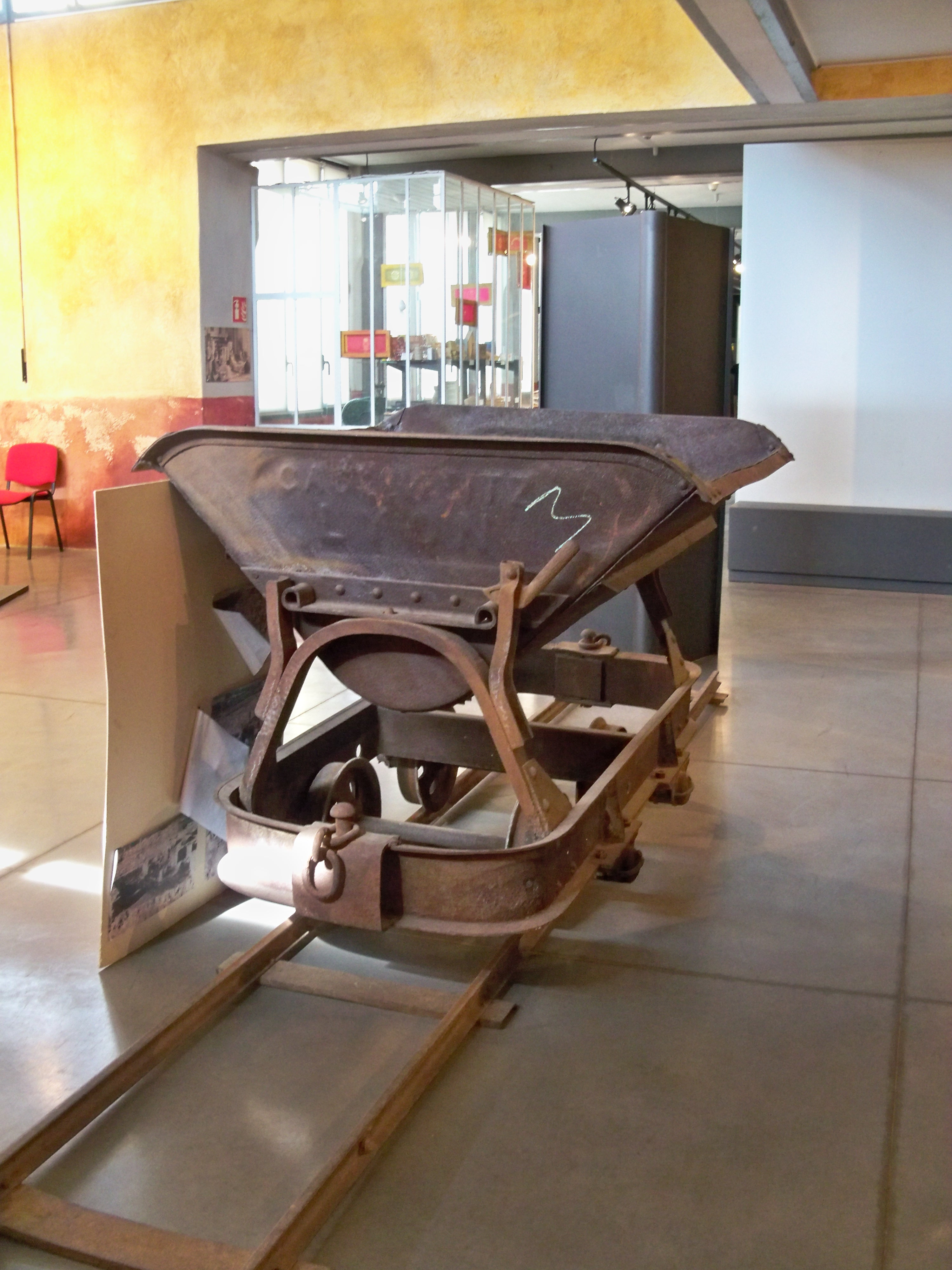
Wagonnet pour le transport des ocres.
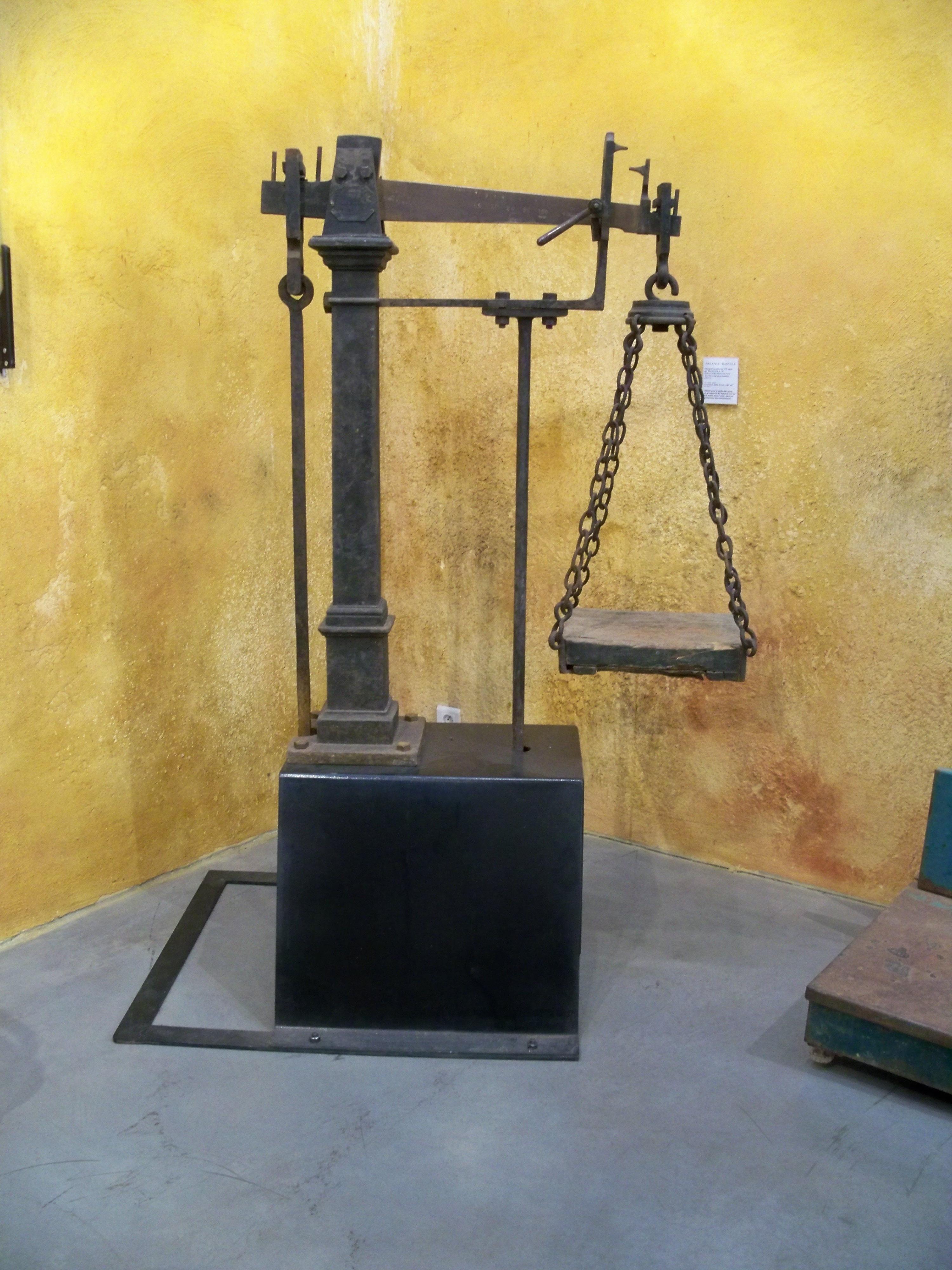
Balance à bascule pour peser le minerai.
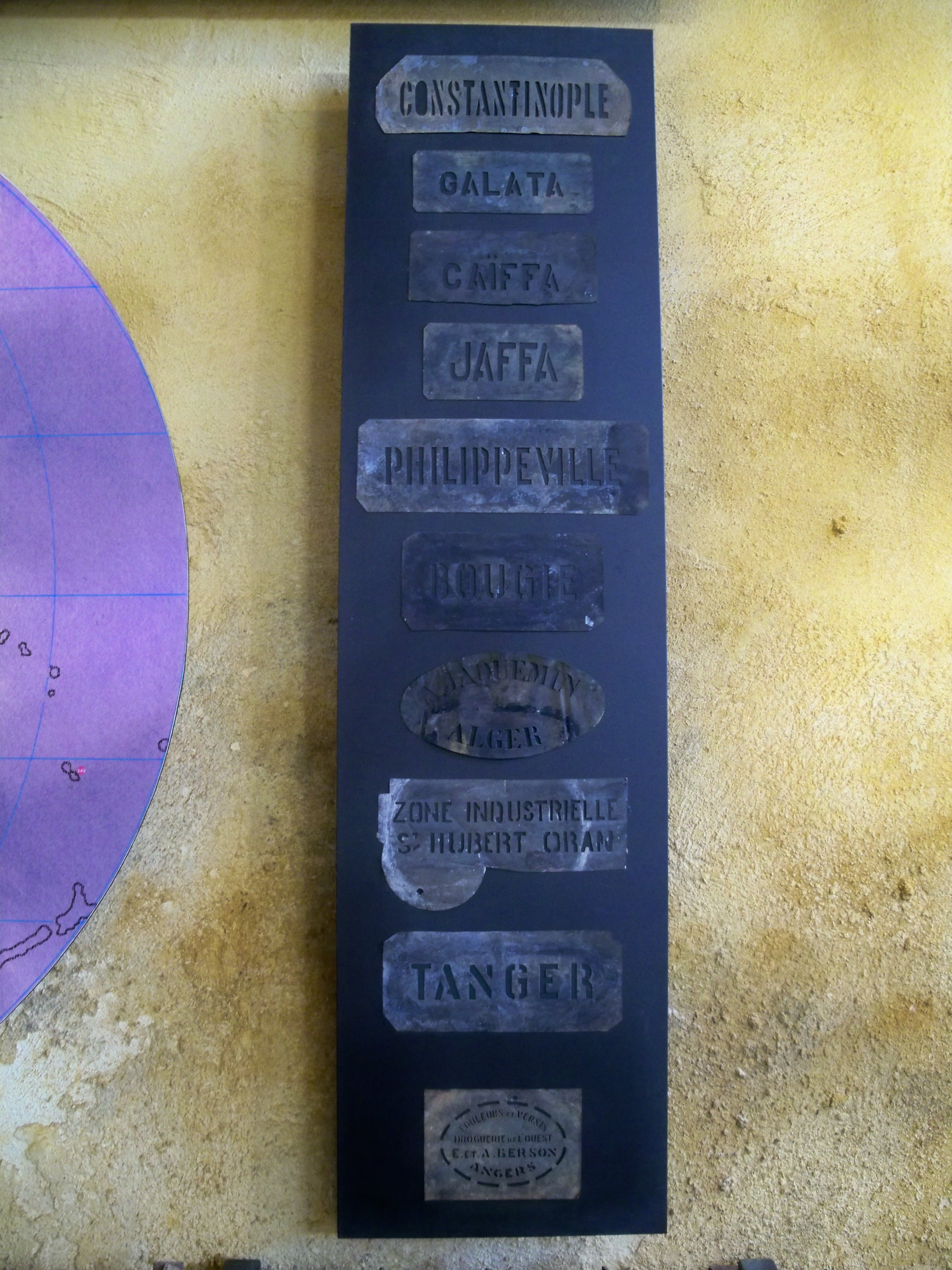
Pochoir pour marquage des tonneaux d'ocre commercialisés.
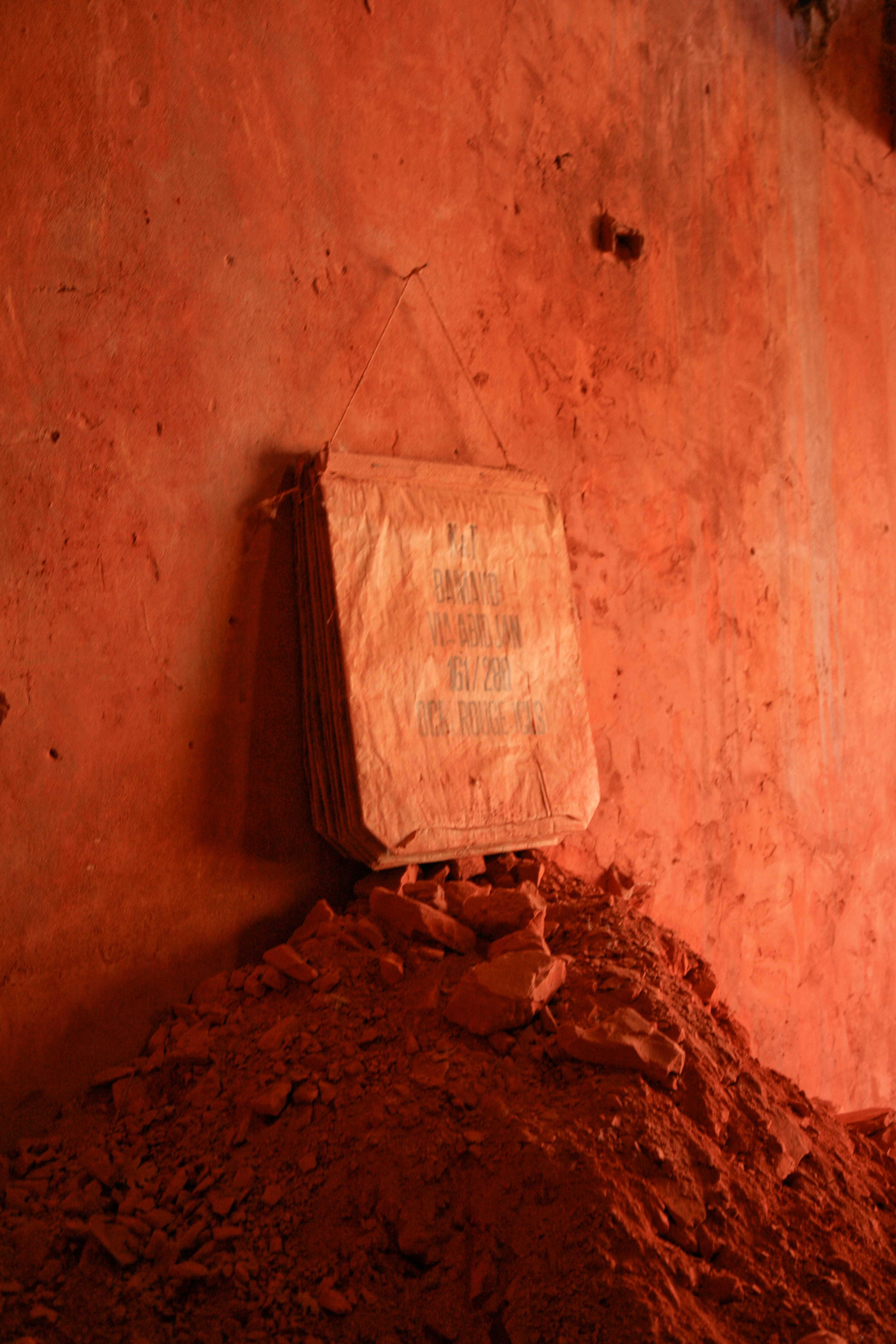
Sur un dépôt d'ocre, sac d'expédition prévu pour Bamako via Abidjan.
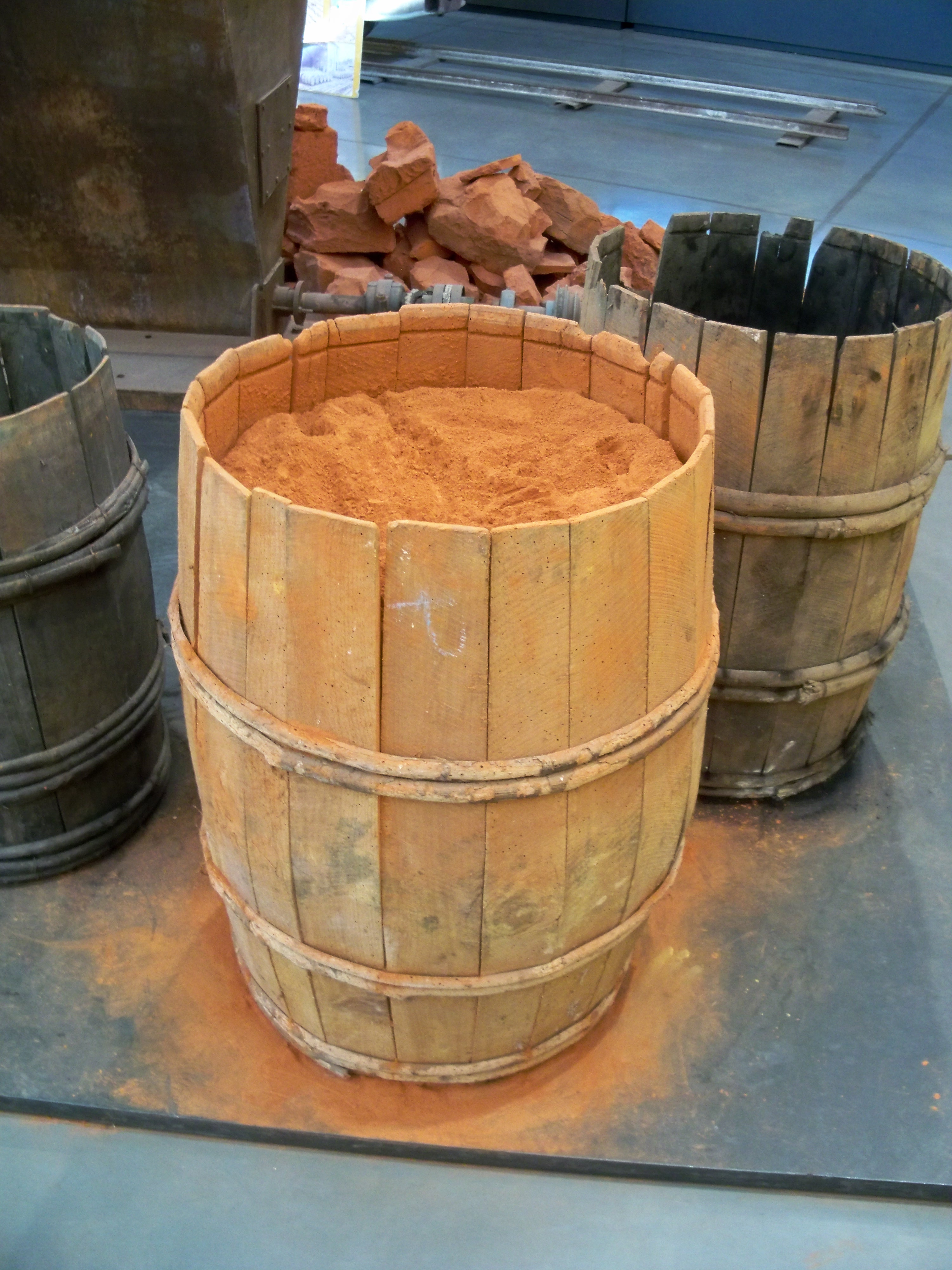
Tonneau d'ocre en douves de pin.

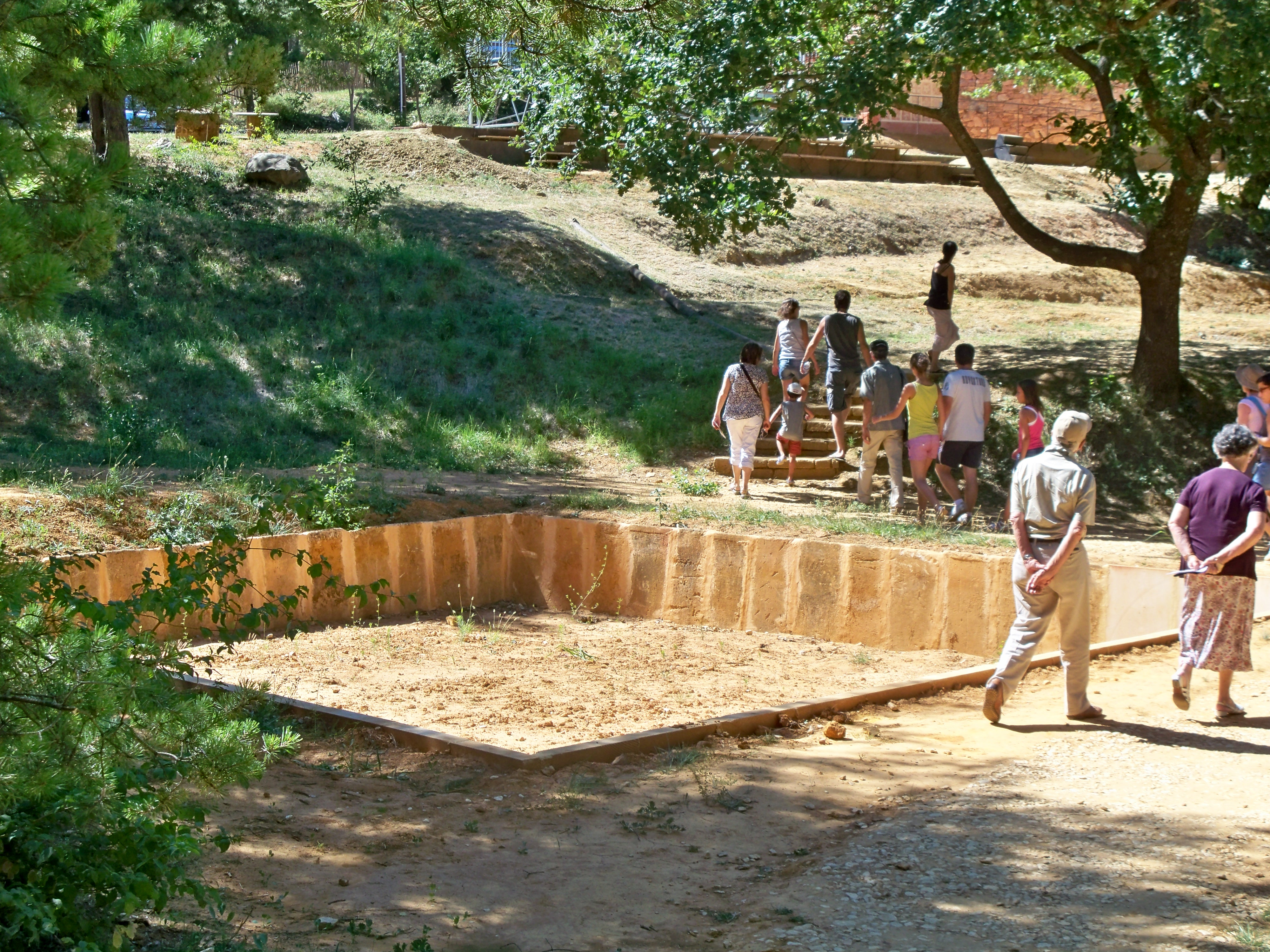
Bassin de décantation du minerai.
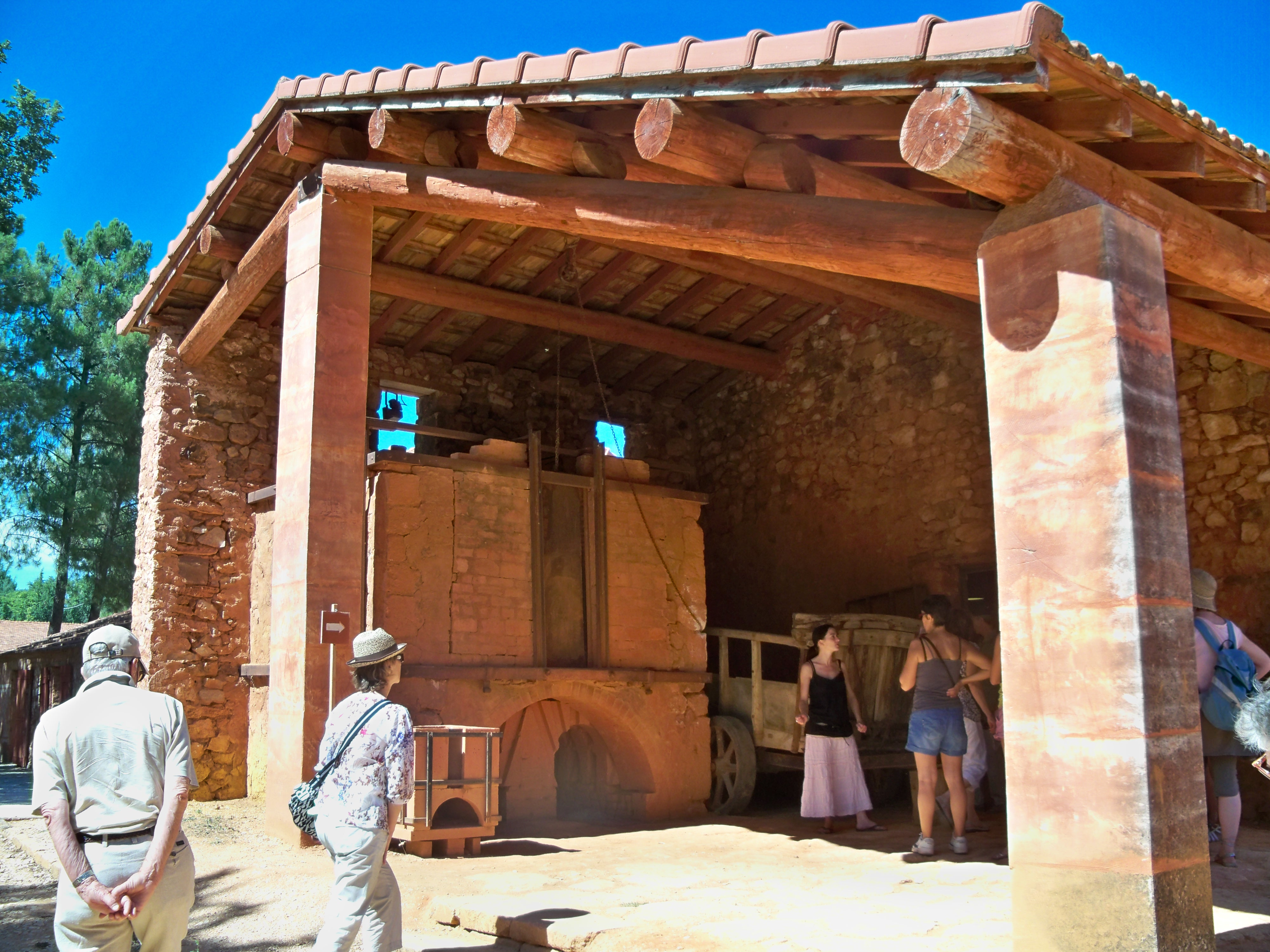
Four à calcination de l'ocre.
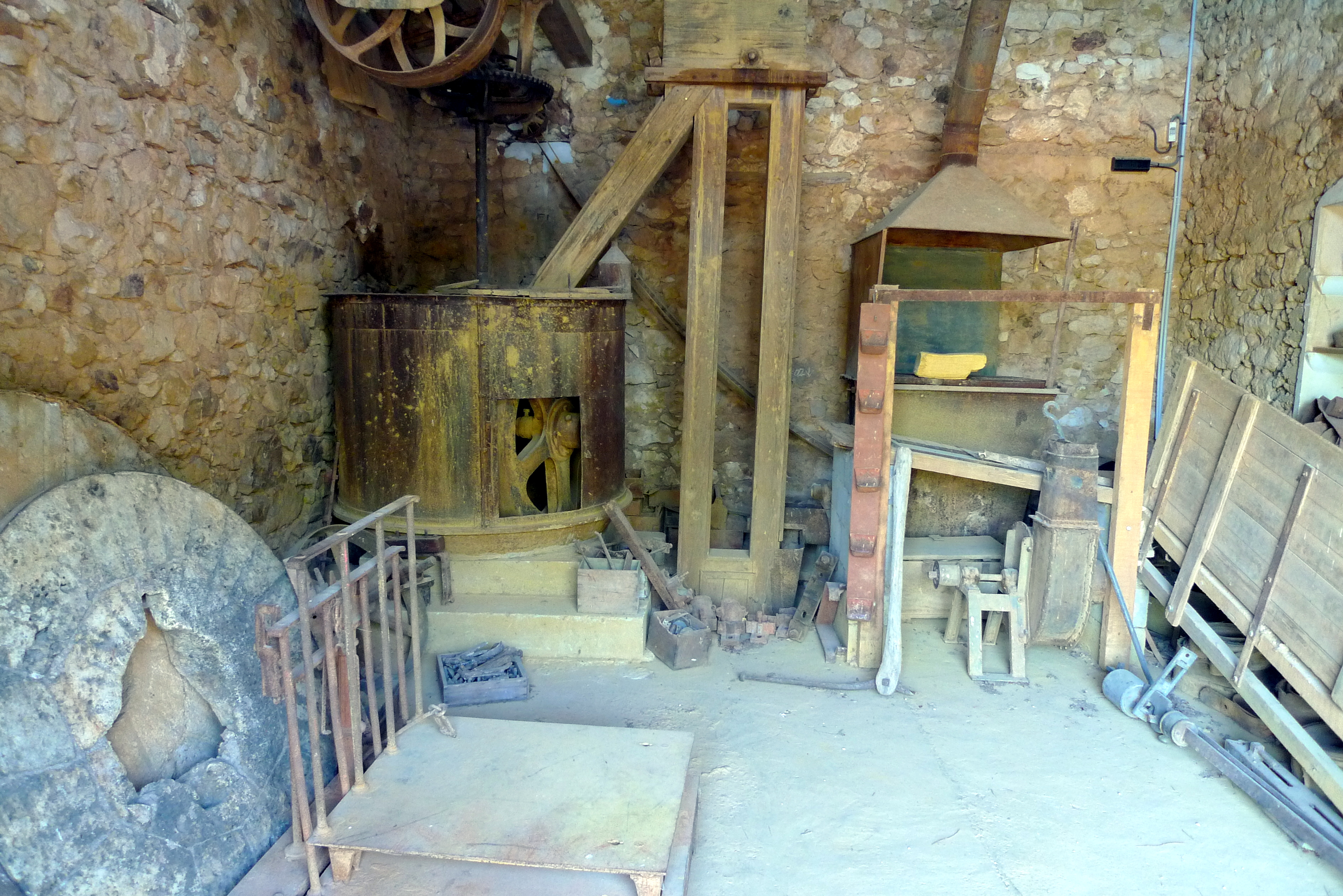
Meules de broyage des ocres.
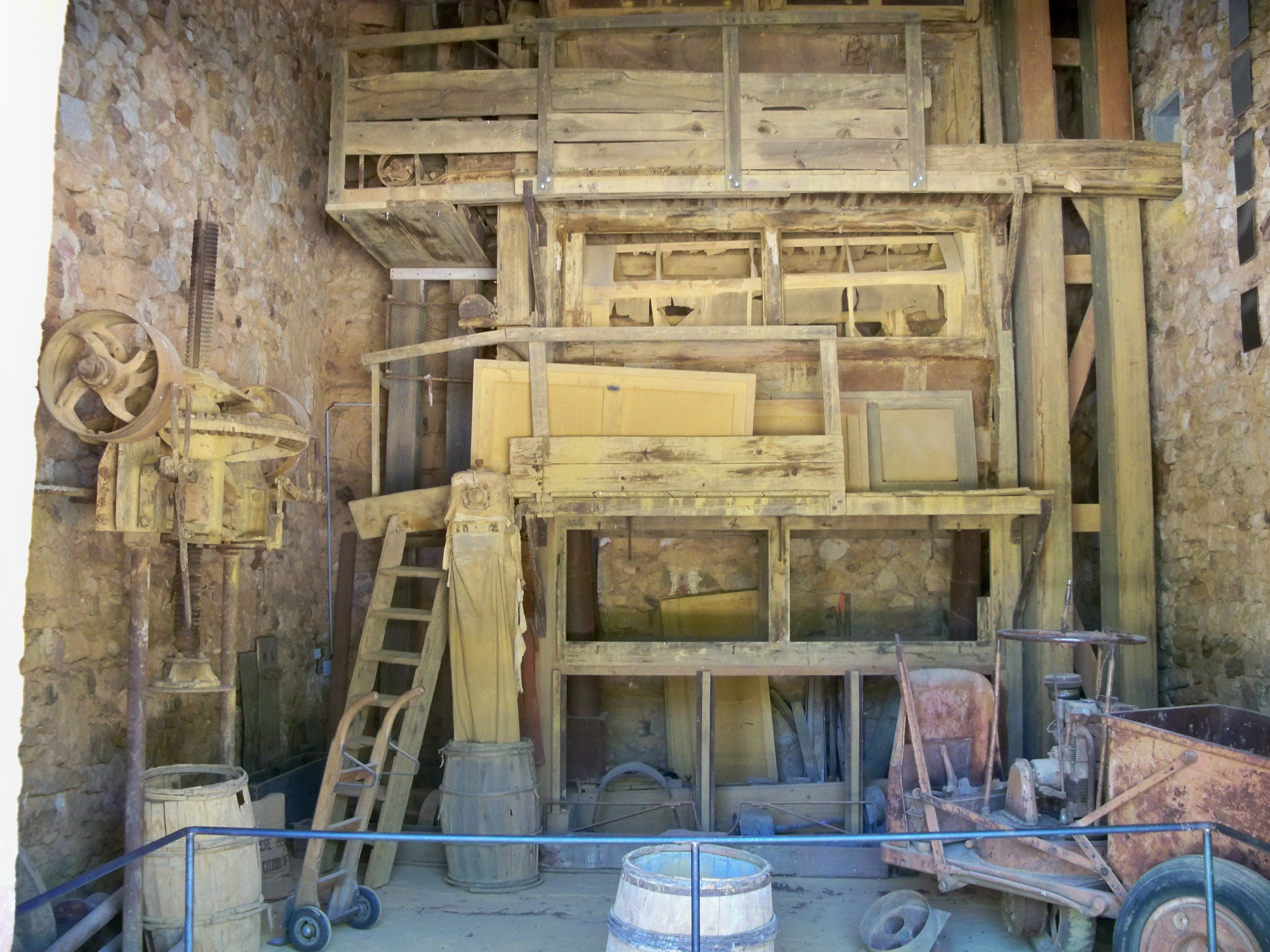
Machine ayant servi à tamiser l'ocre calcinée.
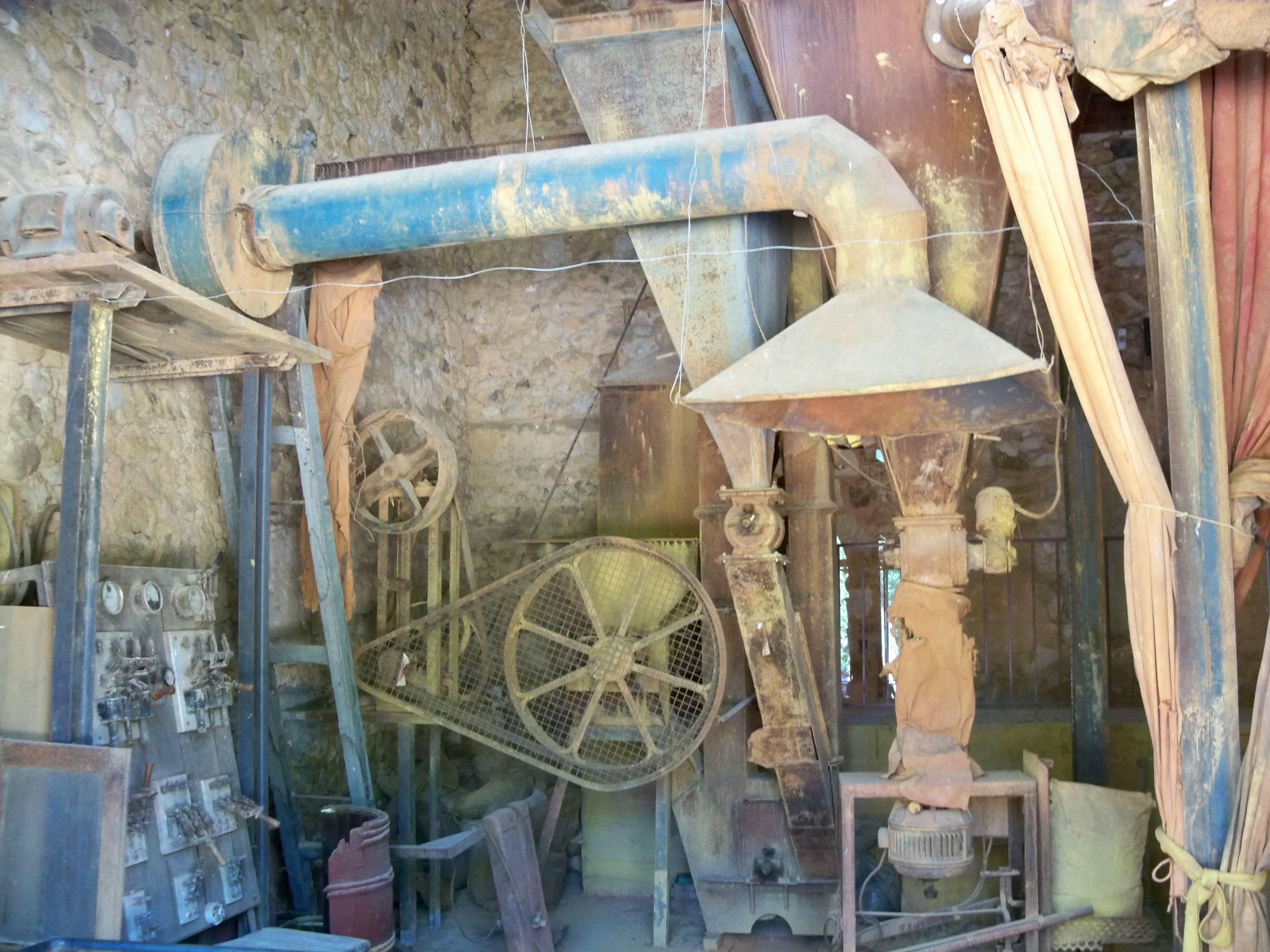
Salle d'empaquetage des ocres.

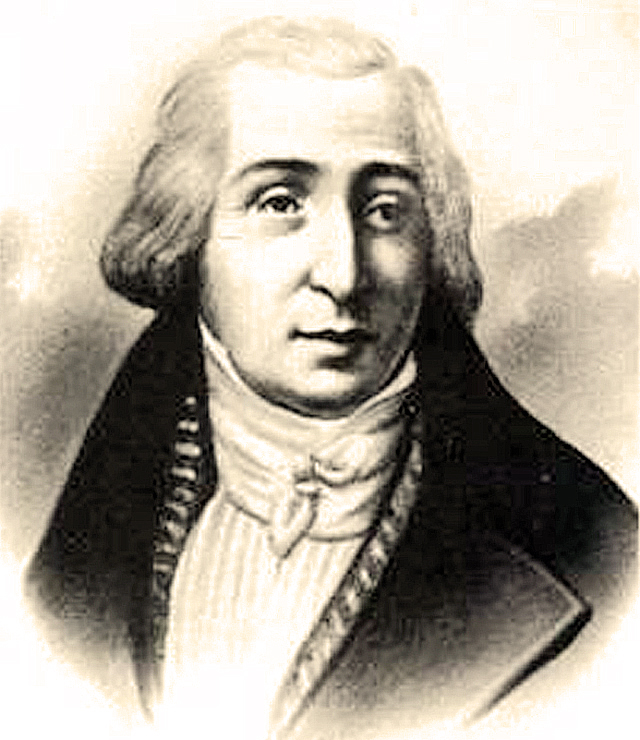
Jean-Étienne Astier.

Dans le Pays d'Apt (Vaucluse), l'ocre est exploitée depuis la fin du XVIIIe siècle. Jean-Étienne Astier, le premier fabricant d'ocre à Roussillon, y a inventé un traitement permettant d'extraire le pigment du sable. Il fallut quasiment un siècle pour que l’extraction et le raffinage des ocres parviennent à un stade industriel. Au début du XXe siècle, on produisait 36 000 tonnes d'ocre dans le Pays d'Apt, surtout dans les galeries de Gargas. 98 % de cette ocre partaient à l'exportation. Ce fut l'âge d'or des pigments ocreux, avec la conquête des marchés américain et russe. En 1890, 20 000 tonnes d'ocre furent commercialisées et le double en 1930. 
Les ocres traitées étaient commercialisées en tonneaux à partir de la gare d'Apt. Ceux-ci étaient confectionnés en douves de pin cerclées de châtaignier. Destination et qualité de l'ocre étaient marquées au pochoir ou au fer rouge. Compte tenu de leur fragilité, ces fûts fabriqués sur place, n'étaient pas consignés. 
Les usines se concentrèrent au plus près de la gare dans le faubourg ouest de la ville. Ce fut le cas de la Société des Ocres de France, des usines Lamy et des Baumes, de l'usine Benoît, près du viaduc.

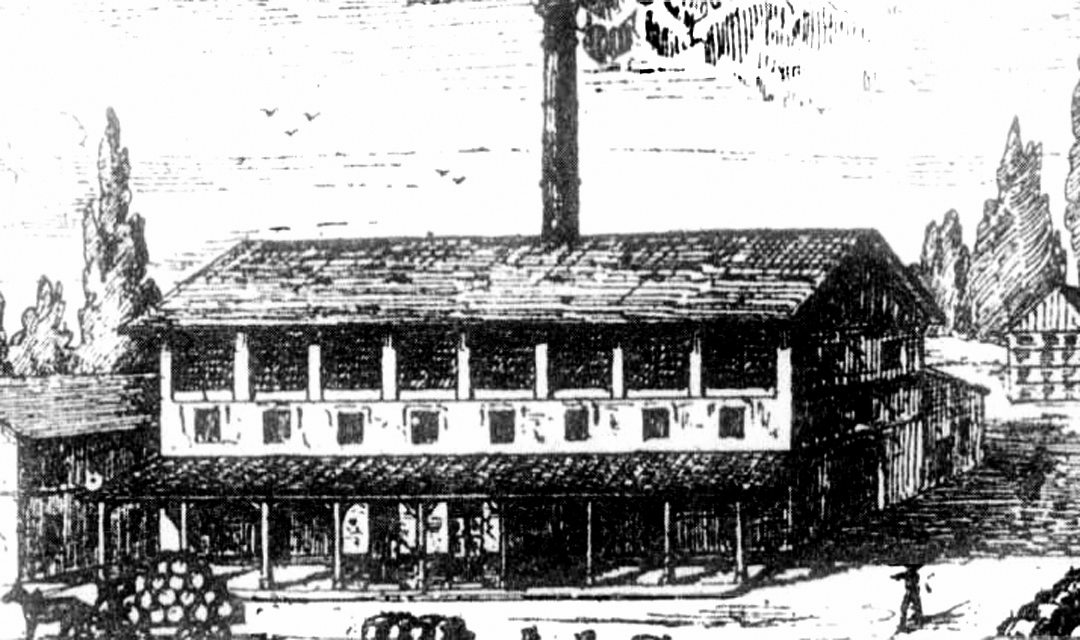
Usine d'ocre Mathieu à Roussillon en 1870.
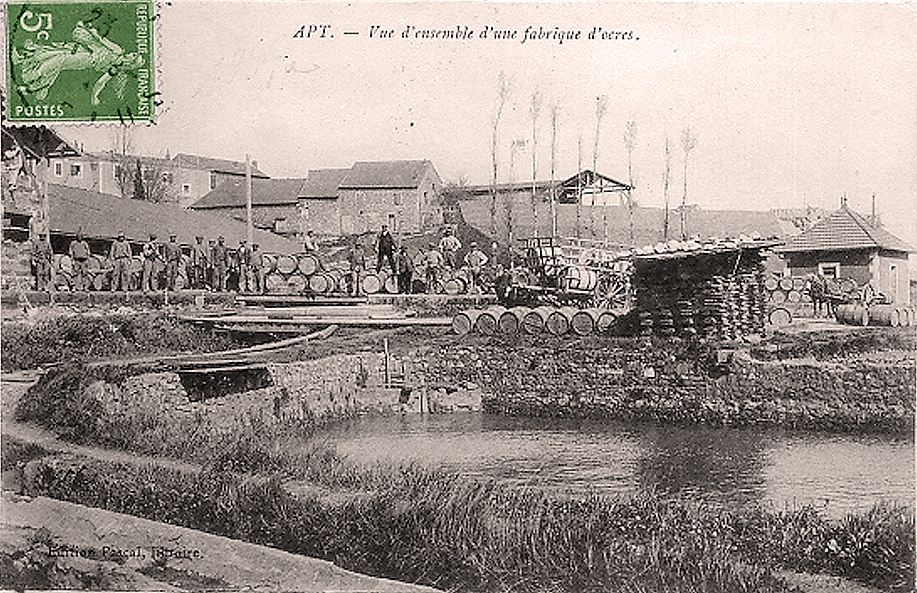
Usine de la société des ocres de France à Apt.
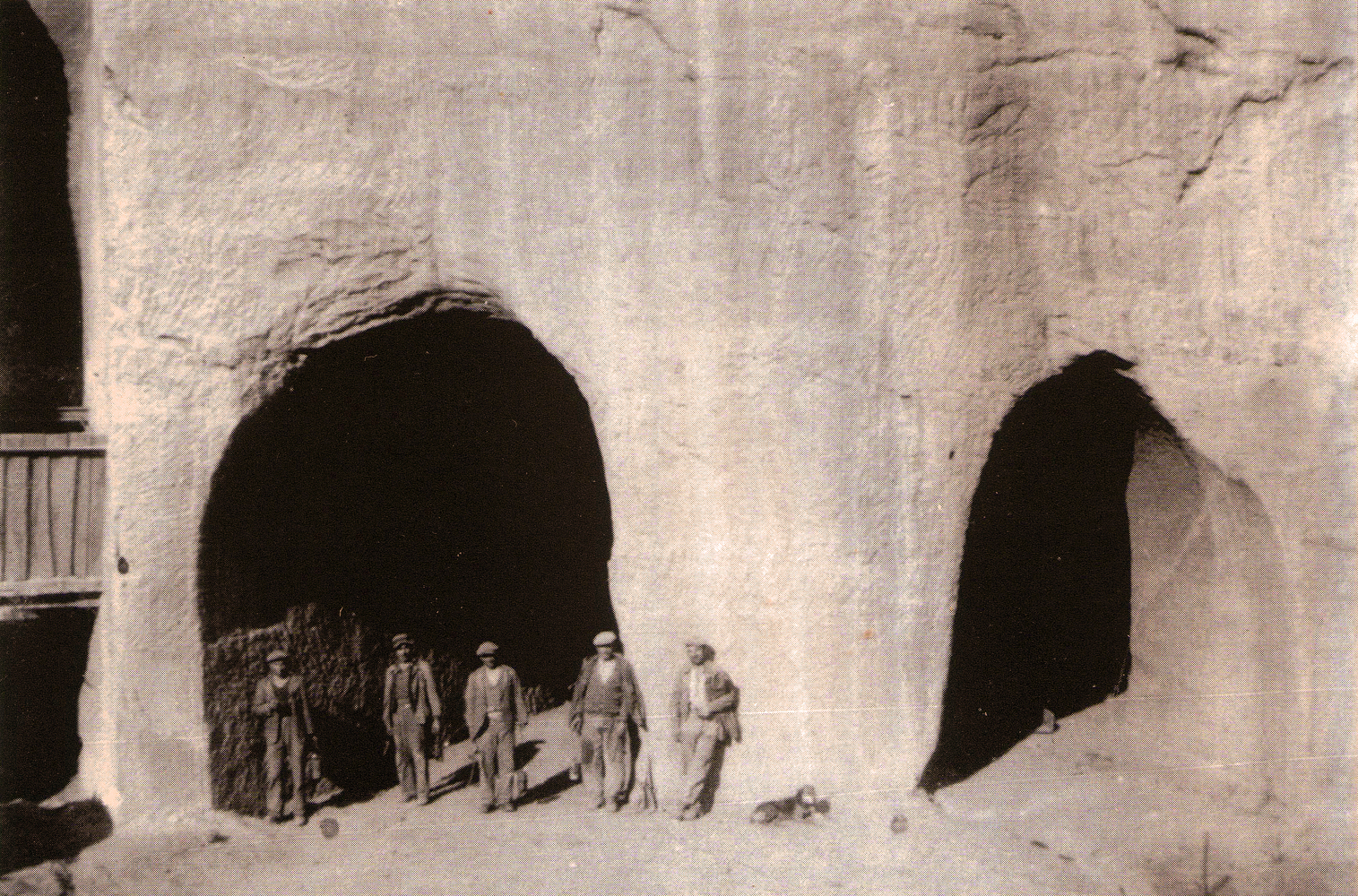
Entrée des mines du Bruoux à Gargas.

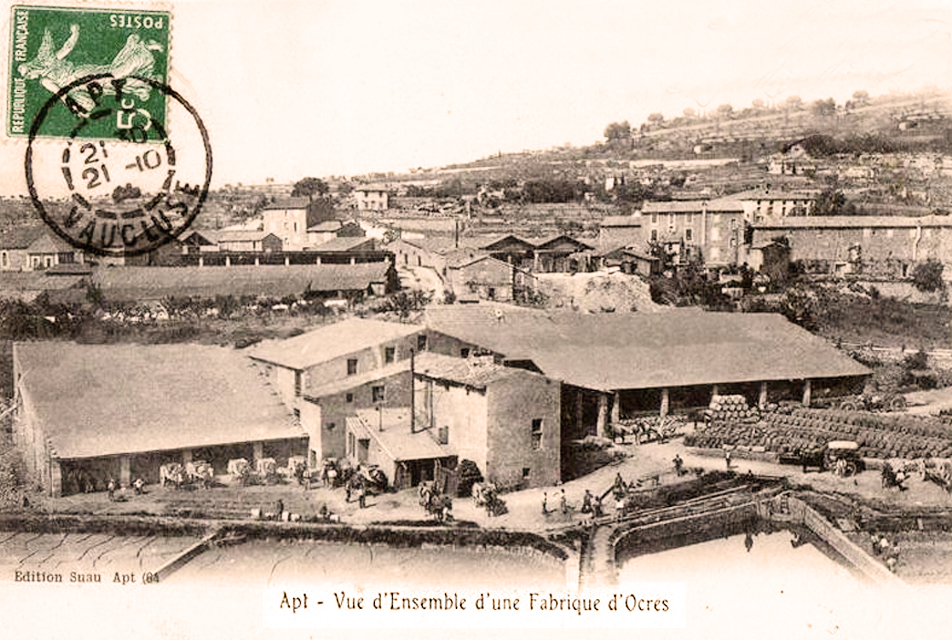
Usine des Baumes -de la société des ocres de France en 1904.
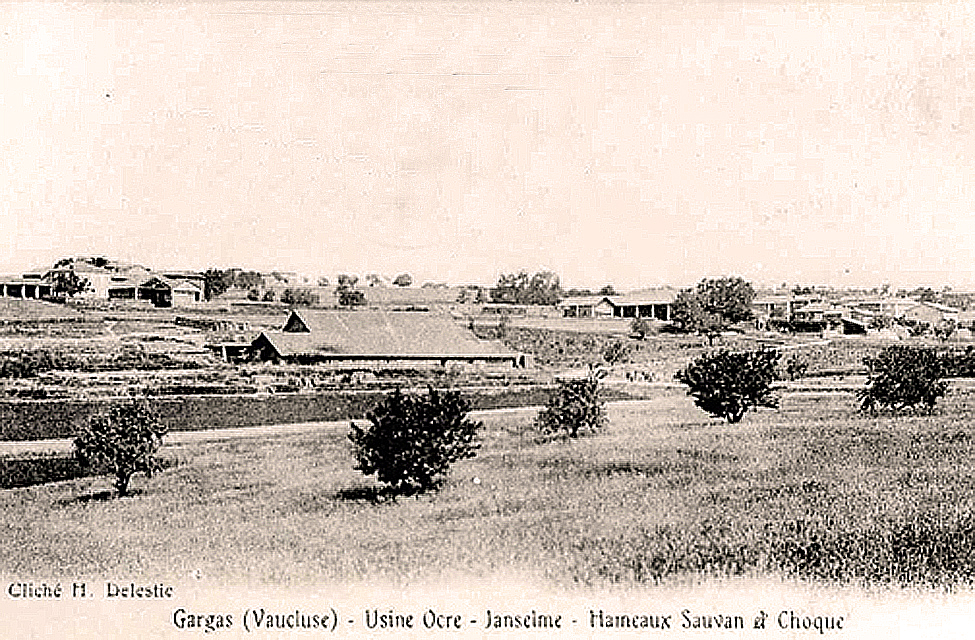
Usine Janselme à Gargas.